# Carabus luetgensi
Carabus (Oreocarabus) luetgensi – gatunek chrząszcza z rodziny biegaczowatych i podrodziny Carabinae.

## Taksonomia
Gatunek został opisany w 1886 roku przez Heinricha Beuthina. W 1924 roku opisał go niezależnie Georges Vacher de Lapouge pod nazwą Carabus amplipennis i pod taką nazwą figuruje w Fauna Europaea. Klasyfikowany jest w podrodzaju Oreocarabus.

## Rozprzestrzenienie
Gatunek palearktyczny, endemiczny dla Półwyspu Iberyjskiego, gdzie występuje w Hiszpanii i Portugalii. Rozsiedlony jest po łuku od Gór Baskijskich przez Góry Kantabryjskie, Montes de León, Galicję, północną Portugalię po Serra do Buçaco i La Estrella.

## Systematyka
Wyróżnia się cztery podgatunki tego biegacza:
- Carabus luetgensi getschmanni Lapouge, 1924
- Carabus luetgensi luetgensi
- Carabus luetgensi pseudoguadarramus Mollard, 2006
- Carabus luetgensi pseudosteuarti Lapouge, 1924